# Iglesia de San Pedro (Visiedo)
La iglesia de San Pedro es una iglesia en situada en la localidad turolense de Visiedo (España) dedicada a San Pedro Apóstol, uno de los patronos de la localidad.
Se trata de un templo construido en 1954 que sustituyó a la antigua iglesia que fue destruida durante la guerra civil española, tras ser usada como polvorín y ser volada, y que fue levantada siguiendo el modelo seguido por el Servicio Nacional de Regiones Devastadas. El edificio, de mampostería y ladrillo, cuenta con una sola nave y una torre de dos cuerpos, el inferior cuadrado y octogonal el superior, situada en el lado del evangelio. El templo conserva una reliquia de un brazo del padre Selleras, y figuras de madera de los santos Abdón y Senén.